# Rem Pitlick
Rem Pitlick, född 2 april 1997, är en kanadensiskfödd amerikansk professionell ishockeyforward som är kontrakterad till Montreal Canadiens i National Hockey League (NHL).
Han har tidigare spelat för Nashville Predators och Minnesota Wild i NHL; Milwaukee Admirals och Chicago Wolves i AHL; Minnesota Golden Gophers i National Collegiate Athletic Association (NCAA) samt Waterloo Black Hawks och Muskegon Lumberjacks i United States Hockey League (USHL).
Pitlick draftades av Nashville Predators i tredje rundan i 2016 års draft som 76:e spelare totalt.
Han är son till Lance Pitlick och kusin till Tyler Pitlick.

## Statistik
| 2011–2012   | Shattuck St. Mary's Sabres U14 |             | 58  | 46 | 64 | 110 | 20 | — | — | — | — | — |
|             | Shattuck St. Mary's Sabres U14 | HPHL        | 15  | 9  | 16 | 25  | 10 | — | — | — | — | — |
| 2012–2013   | Shattuck St. Mary's Sabres U16 |             | 47  | 14 | 31 | 45  | 22 | — | — | — | — | — |
|             | Shattuck St. Mary's Sabres U16 | HPHL        | 12  | 4  | 2  | 6   | 8  | — | — | — | — | — |
| 2013–2014   | Shattuck St. Mary's Sabres U18 |             | 53  | 9  | 25 | 34  | 32 | — | — | — | — | — |
| 2014–2015   | Waterloo Black Hawks           | USHL        | 47  | 7  | 9  | 16  | 20 | — | — | — | — | — |
| 2015–2016   | Muskegon Lumberjacks           | USHL        | 56  | 46 | 43 | 89  | 74 | — | — | — | — | — |
| 2016–2017   | Minnesota Golden Gophers       | NCAA        | 36  | 14 | 18 | 32  | 22 | — | — | — | — | — |
| 2017–2018   | Minnesota Golden Gophers       | NCAA        | 38  | 12 | 19 | 31  | 32 | — | — | — | — | — |
| 2018–2019   | Nashville Predators            | NHL         | 1   | 0  | 0  | 0   | 2  | — | — | — | — | — |
|             | Minnesota Golden Gophers       | NCAA        | 38  | 21 | 24 | 45  | 30 | — | — | — | — | — |
| 2019–2020   | Milwaukee Admirals             | AHL         | 63  | 20 | 16 | 36  | 40 | — | — | — | — | — |
| 2020–2021   | Nashville Predators            | NHL         | 10  | 0  | 2  | 2   | 4  | — | — | — | — | — |
|             | Chicago Wolves                 | AHL         | 8   | 8  | 2  | 10  | 4  | — | — | — | — | — |
| 2021–2022   | Minnesota Wild                 | NHL         | 20  | 6  | 5  | 11  | 12 | — | — | — | — | — |
|             | Montreal Canadiens             | NHL         | 46  | 9  | 17 | 26  | 12 | — | — | — | — | — |
| 2022–2023   | Montreal Canadiens             | NHL         | 46  | 6  | 9  | 15  | 22 | — | — | — | — | — |
|             | Rocket de Laval                | AHL         | 18  | 5  | 17 | 22  | 20 | — | — | — | — | — |
| NHL totalt  | NHL totalt                     | NHL totalt  | 123 | 21 | 33 | 54  | 52 | — | — | — | — | — |
| AHL totalt  | AHL totalt                     | AHL totalt  | 89  | 33 | 35 | 68  | 64 | — | — | — | — | — |
| NCAA totalt | NCAA totalt                    | NCAA totalt | 112 | 47 | 61 | 108 | 84 | — | — | — | — | — |
| USHL totalt | USHL totalt                    | USHL totalt | 103 | 53 | 52 | 105 | 94 | — | — | — | — | — |